# Tomoaki Ōgami
Tomoaki Ōgami (大神 友明?, Ōgami Tomoaki; Prefettura di Hiroshima, 7 giugno 1969) è un ex calciatore giapponese, di ruolo portiere.